# Î

Î, 소문자로 î는 로마자 i에 곡절 부호를 올린 낱자로, 프리울리어, 쿠르드어, 루마니아어에서 사용된다. 프랑스어, 튀르키예어, 이탈리아어, 웨일스어, 왈롱어에서도 글자 'i'의 변형으로 사용되기도 한다.

## 언어별 쓰임새
- 아프리칸스어: i에 구두점을 찍은 형태로 삼아 쓰인다. 용례로는 '가발'의 복수형인 'wîe' 등이 있다.
- 프리울리어: /iː/ 발음을 나타낼 때 사용된다.
- 쿠르드어: 쿠르드 쿠르만지 철자의 열두번째 글자로 /iː/ 발음을 나타낼 때 사용된다.
- 루마니아어: 루마니아어 철자의 열두번째 글자로 /ɨ/ 발음을 나타낼 때 사용된다. 같은 발음을 â로 표기하기도 한다. 두 글자 사이의 차이점이란, â는 어중에 올 때 사용되고 (예: România), î는 어두나 어말에 올 때 사용된다 (예: "înțelegere, →이해 / a urî →싫어하다). î로 시작하거나 끝나는 단어가 합성어가 될 경우에는 설상 그 자리가 중반에 올지라도 그대로 î로 쓴다 (예: neînțelegere, →오해).
- 이탈리아어: 글자 i의 변형 글자로 쓰인다. 끝이 '-io'로 끝나는 남성명사의 복수를 표현할 때, 잘못된 음절에 강세가 붙지 않도록 이 글자를 꼭 쓰게 되어 있다. 예컨대 "principio" /prinˈtʃipjo/ (→원칙)의 복수형은 "principî" /prinˈtʃipi/가 된다. 반면 "principe" /ˈprintʃipe/ (→왕자)의 복수형은 "principi" /ˈprintʃipi/가 된다. 다만 이탈리아어에서 Î의 쓰임은 급격히 줄어드는 모양새이며 대부분의 이탈리아 사람들은 principio와 principe의 복수형을 모두 "principi"로 표기한다.
- 프랑스어: Î 글자가 들어간 단어가 몇 가지 있다. naître (태어나다), abîme (심연), maître (주인), crème fraîche (크렘 프레슈) 등이 여기에 해당된다. Â, Ê, Ô와는 달리 î는 부호가 붙었다고 해서 발음이 바뀌는 일은 없으며 û도 마찬가지이다. 또 옛 단어에는 s가 있었다가 사라진 자리에 î를 붙인 경우가 있는데, voster → vôtre, abismus → abisme → abîme, magister → maistre → maître 등이 대표적이다.
- 튀르키예어: 아랍어에서 온 외래어일 경우 /iː/ 발음을 나타낼 때 사용된다. 명사를 형용사화한 형용접미사일 경우에 종종 보인다.
- 웨일스어: 강세된 채로 길게 발음하는 i ([iː])를 나타낼 때 사용된다. 곡절부호가 없으면 짧은 [ɪ]로 쓰인다. 영어 'team'이 변이되어 만들어진 단어 'dîm' ([diːm])과, '아니오, 없음' 등의 뜻을 지닌 'dim' ([dɪm])의 발음 차이가 여기서 유래한다.

## 그밖의 쓰임새
- 수학과 물리학에서는 x축 방향의 단위벡터를 표기하는 과정에서 글자 {\displaystyle \mathbf {\hat {\boldsymbol {\imath }}} }를 쓰기도 한다.

## 입력 코드
| 미리 보기                      | Î                                      | Î                                      | î                                    | î                                    |
| ------------------------------ | -------------------------------------- | -------------------------------------- | ------------------------------------ | ------------------------------------ |
| 유니코드 이름                  | LATIN CAPITAL LETTER I WITH CIRCUMFLEX | LATIN CAPITAL LETTER I WITH CIRCUMFLEX | LATIN SMALL LETTER I WITH CIRCUMFLEX | LATIN SMALL LETTER I WITH CIRCUMFLEX |
| 인코딩                         | 10진                                   | 16진                                   | 10진                                 | 16진                                 |
| 유니코드                       | 206                                    | U+00CE                                 | 238                                  | U+00EE                               |
| UTF-8                          | 195 142                                | C3 8E                                  | 195 174                              | C3 AE                                |
| 수치 문자 참조                 | &#206;                                 | &#xCE;                                 | &#238;                               | &#xEE;                               |
| 명명 문자 참조                 | &Icirc;                                | &Icirc;                                | &icirc;                              | &icirc;                              |
| EBCDIC family                  | 118                                    | 76                                     | 86                                   | 56                                   |
| ISO 8859-1/2/3/4/9/10/14/15/16 | 206                                    | CE                                     | 238                                  | EE                                   |

## 같이 보기
- 곡절 부호
- ^I